# رادینا
رادینا (به صربی: Radejna) یک منطقهٔ مسکونی در صربستان است که در دیمیتروگراد واقع شده‌است. رادینا ۸۷ نفر جمعیت دارد.